# Cultura de Hongshan

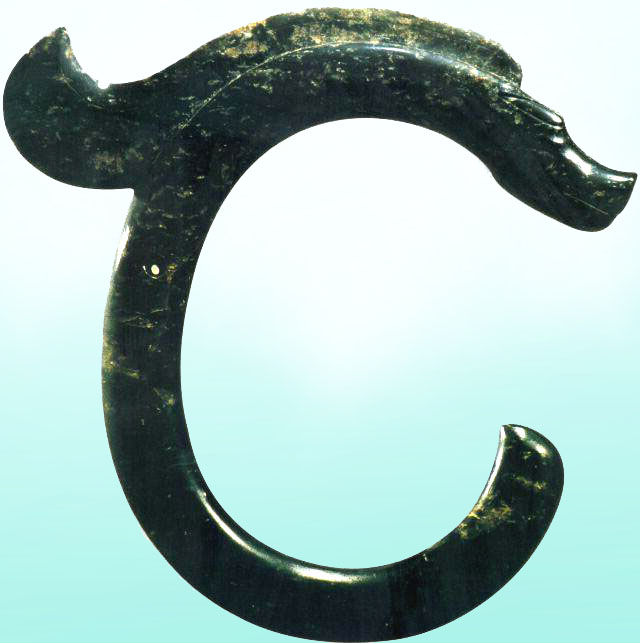
Dragón de jade en forma de C, cultura Hongshan, Museo Nacional de China.

La cultura Hongshan o Hung-shan (aprox. 4700 - 2900 a. C.) fue cultura neolítica, basada en la agricultura, del noreste de China.
El nombre se originó en el yacimiento arqueológico de Hongshanhou (en chino tradicional, 紅山後; en chino simplificado, 红山後; pinyin, Hóngshānhòu), ubicado en el distrito de Hongshan, prefectura de Chifeng, descubierto por el arqueólogo japonés Torii Ryūzō en 1908, y excavado extensamente en 1924, 1930 y 1935 por Kōsaku Hamada y Mizuno Seiichi.
Se conserva un templo en el yacimiento arqueológico de Niuheliang.
La cerámica local la relaciona con la cultura de Yangshao, y sus piezas de jade con la cultura de Liangzhu (aprox. 3400 - 2000 a. C.). Los hallazgos de sepulturas complejas, dan indicio de una elite formada por tres estamentos.